# Proscopia nigra
Proscopia nigra är en insektsart som beskrevs av Bentos-pereira 2006. Proscopia nigra ingår i släktet Proscopia och familjen Proscopiidae. Inga underarter finns listade i Catalogue of Life.